# Kaministiquia (rivière)
Pour la communauté locale, voir Kaministiquia.
La rivière Kaministiquia est une rivière canadienne qui se jette dans le lac Supérieur à Thunder Bay en Ontario. La rivière démarre dans le lac Dog et se divise en trois bras à l'embouchure où le delta considérable contient deux îles (l'île Mission et l'île McKellar).
Les chutes Kakabeka, dont les eaux font un plongeon de 39 mètres, se situent à 47 km, en amont de l'embouchure. Elles sont les plus importantes du bassin du lac Supérieur.
Principaux affluents :
- Dog River
- Shebandowan River
- Kashabowie River
- Whitefish River